# Place Henri-Salvador
La place Henri-Salvador est une place située entre les 1er, 2e et 9e arrondissements de Paris, en France.

## Situation et accès
Inaugurée en 2016, la place se situe en face de l'Olympia. 

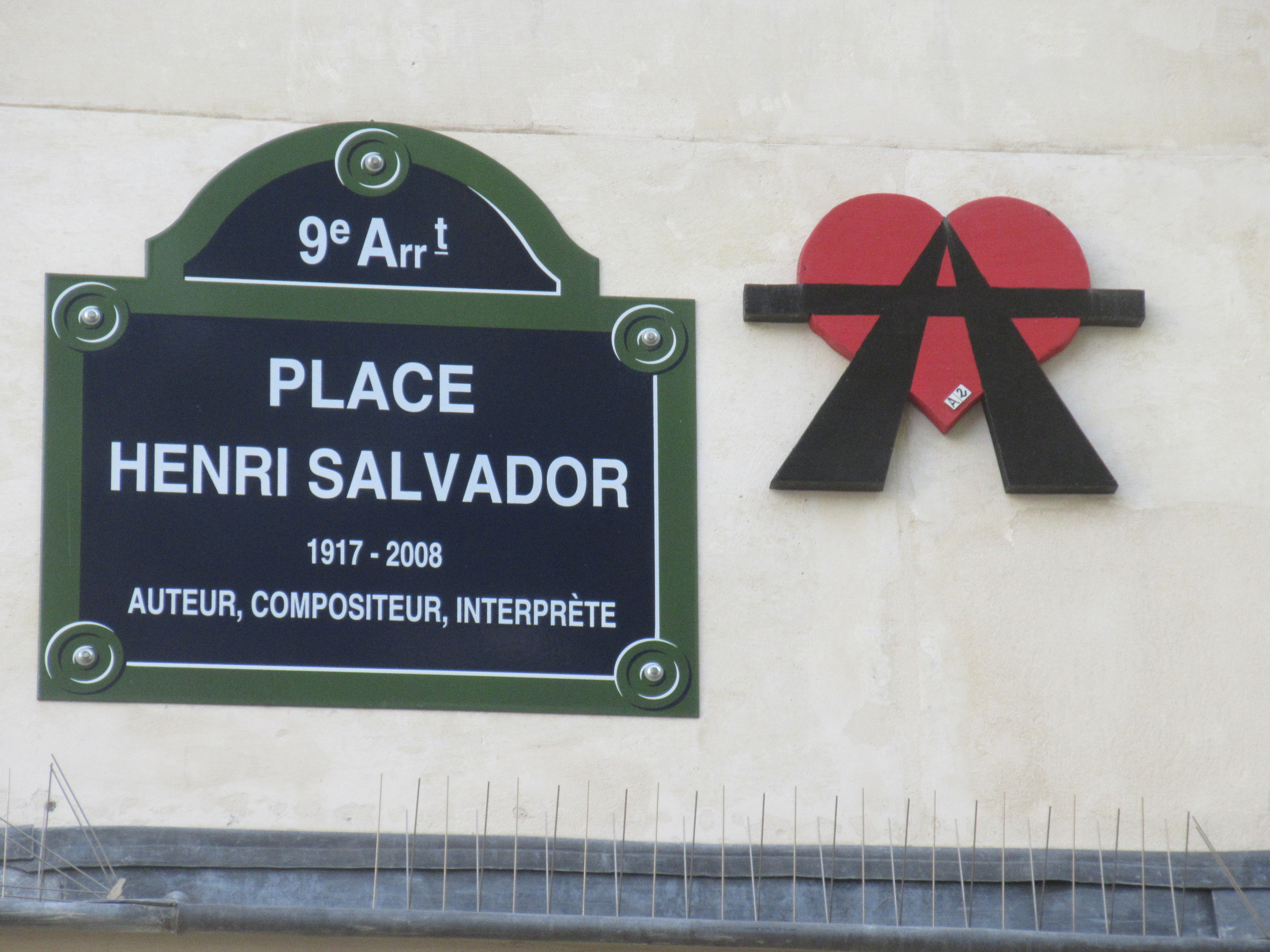

## Origine du nom
Cette place porte le nom d'Henri Salvador (1917-2008), auteur, compositeur et interprète.

## Historique
Créée par délibération municipale des 13 et 14 avril 2015, cette place est inaugurée le 3 mai 2016.

## Pour approfondir